# RNA疫苗

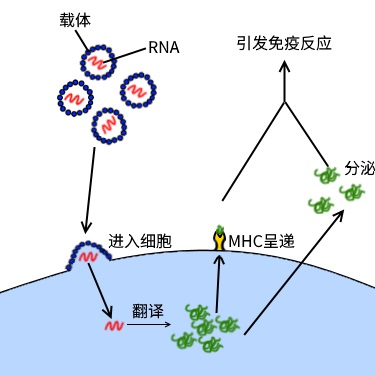
RNA疫苗的作用机理简图

mRNA疫苗是一种利用信使RNA（mRNA）的分子副本来产生免疫反应的疫苗。此类疫苗将编码抗原的mRNA分子送入免疫细胞，免疫细胞使用设计好的mRNA作为模板来构建通常由病原体（如病毒）或癌细胞产生的外来蛋白质。这些蛋白质分子刺激适应性免疫反应，教导身体识别并摧毁相应的病原体或癌细胞。 mRNA是由封装在脂质纳米颗粒中的RNA共同组成，保护RNA链并帮助其吸收进入细胞。
反应原性（即疫苗产生不良反应的倾向）与传统的非RNA疫苗相似。 容易产生自身免疫反应的人可能会对信使RNA疫苗产生不良反应。与传统疫苗相比，mRNA疫苗的优点是易于设计、生产速度快、成本低、能诱导细胞免疫和体液免疫，并且不与基因组DNA相互作用。  虽然一些信使RNA疫苗，如輝瑞生物技术公司的COVID-19疫苗，有在分发前需要超低温储存的缺点， 但其他mRNA疫苗，如莫德納、CureVac和Walvax COVID-19疫苗，没有这种要求。
在RNA疗法中，信使RNA疫苗作为COVID-19疫苗引起了相当大的兴趣。 2020年12月，辉瑞生物技术公司和莫德納公司的基于mRNA的COVID-19疫苗获得批准。12月2日，英国药品和保健品管理局（MHRA）成为第一个批准mRNA疫苗的药品监管机构，授权辉瑞生物技术公司的疫苗使用。 12月11日，美国食品和药物管理局（FDA）为輝瑞生物技术公司的疫苗颁发了紧急使用授权，一周后同样批准了莫德纳的疫苗。

## 历史

### 早期研究
1989年发表了第一篇成功将脂质体纳米颗粒中的mRNA转染到细胞中的文章。一年后，无保护的mRNA被注射到實驗小鼠的肌肉中。 这些研究首次证明体外转录的mRNA能够传递遗传信息，在活细胞组织中产生蛋白质并导致信使RNA疫苗的概念提出。
1993年，脂质体包裹的mRNA被证明可以刺激小鼠的T细胞。 次年，通过包括病毒抗原和複製酶编码基因，开发了自我複製的mRNA。 这种方法在小鼠身上引起了针对病毒病原体的体液和细胞免疫反应。第二年，编码肿瘤抗原的mRNA被证明在小鼠身上引起了针对癌细胞的类似免疫反应。

### 发展
2001年，第一个使用转染了编码肿瘤抗原的mRNA的体外树突状细胞的人体临床试验（治疗性癌症mRNA疫苗）开展。四年后，报道了成功使用改性核苷作为在细胞内运输mRNA而不引起身体防御系统的方法。 2008年报道了直接注射到体内对抗癌细胞的mRNA疫苗的临床试验结果。
2008年成立了BioNTech公司，2010年成立了莫德納公司，以开发mRNA生物技术。 美国研究机构DARPA在此时启动了生物技术研究计划ADEPT，为美国军队开发新兴技术。该机构认识到核酸技术在防御大流行病方面的潜力，并开始在该领域进行投资。
DARPA的拨款被视为一张信任票，鼓励了其他政府机构和私人投资者投资mRNA技术。
2013年开始了第一个使用mRNA疫苗对付传染病原体（狂犬病）的人体临床试验。 在接下来的几年里，开始了针对其他病毒的mRNA疫苗的临床试验。已经研究了用于人体的mRNA疫苗，如流感、寨卡病毒、巨细胞病毒和基孔肯雅病毒等传染病。

### 加速
因2019冠状病毒病疫情的爆发，以及2020年初对致病病毒SARS-CoV-2的测序，导致了第一批获批的mRNA疫苗的快速发展。 BioNTech和Moderna在同年12月获得了其基于mRNA的COVID-19疫苗的批准。12月2日，在其最后的八周试验后七天，英国药品和保健品管理局成为历史上第一个批准mRNA疫苗的全球药品监管机构，对輝瑞和生物技术公司联合研发的辉瑞－BioNTech 2019冠状病毒病疫苗给予了紧急使用授权，以供广泛使用。 12月11日，美国食品药品监督管理局对輝瑞和生物技术公司联合研发的COVID-19疫苗辉瑞－BioNTech疫苗给予紧急使用授权，一周后对Moderna的COVID-19疫苗也给予了类似批准。

## 作用机制
疫苗的目标是刺激适应性免疫系统产生精确针对该特定病原体的抗体。抗体所针对的病原体上的标记被称为抗原。
传统疫苗通过将抗原、减毒（弱化）病毒、灭活（死亡）病毒或重组抗原编码病毒载体（带有抗原转基因的无害载体病毒）注射到体内来刺激抗体反应。这些抗原和病毒是在体外制备和生长的。
与此相反，mRNA疫苗是将短命的病毒RNA序列的合成片段引入被接种者体内。这些mRNA片段通过吞噬作用被树突状细胞吸收。树突状细胞利用其内部机器（核糖体）读取mRNA并产生mRNA所编码的病毒抗原。  尽管非免疫细胞也有可能吸收疫苗mRNA，产生抗原，并在其表面显示抗原，但树突状细胞更容易吸收mRNA球体。mRNA片段在细胞质中翻译，不影响人体的基因组DNA，它单独位于细胞核中。
一旦病毒抗原由宿主细胞产生，正常的适应性免疫系统过程就会随之进行。抗原被蛋白酶分解。I类和II类MHC分子然后附着在抗原上，并将其运送到细胞膜上，"激活 "树突状细胞。 一旦激活，树突状细胞迁移到淋巴结，在那里它们将抗原呈现给T细胞和B细胞。

## 优点

### 传统疫苗
与传统疫苗相比，mRNA疫苗具有特殊的优势。因为mRNA疫苗不是由活性病原体（甚至是灭活的病原体）构建的，所以它们是无传染性的。相比之下，传统疫苗需要生产病原体，如果大量生产，可能会增加生产设施局部爆发病毒的风险。 mRNA疫苗的另一个生物学优势是，由于抗原在细胞内产生，它们会刺激细胞免疫，以及体液免疫。
mRNA疫苗的生产优势是可以迅速设计。Moderna公司在2天内就为COVID-19设计了mRNA-1273疫苗。它们还可以更快、更便宜、更标准化地生产（生产中的错误率更低），这可以提高对严重疫情的反应能力 。
辉瑞-生物技术公司的疫苗最初需要110天才能大规模生产（在辉瑞公司开始优化生产过程，只需60天），这大大快于传统的流感和脊髓灰质炎疫苗。  在这个较大的时间范围内，实际生产时间只有22天左右：两周用于DNA质粒的分子克隆和DNA的纯化，四天用于DNA到RNA的转录和mRNA的纯化，四天用于将mRNA封装在脂质纳米颗粒中，然后进行填充和完成。每次生产所需的大部分时间都分配给每个阶段严格的质量控制。

### DNA疫苗
除了分享理论上DNA疫苗相对于既定传统疫苗的优势外，mRNA疫苗还具有比DNA疫苗更多的优势。mRNA在细胞液中反應，因此不需要RNA进入细胞核，避免了被整合到宿主基因组中的风险。修饰的核苷（例如，假尿苷，2'-O-甲基化的核苷）可以被纳入mRNA中，以抑制免疫反应刺激，避免立即降解，并通过增强翻译能力产生更持久的效果。  mRNA的开放阅读框架（ORF）和非翻译区（UTR）可以为不同的目的进行优化（这一过程称为mRNA的序列工程），例如通过丰富鸟嘌呤-胞嘧啶含量或选择已知可增加翻译的特定UTR。 可以增加编码复制机制的额外ORF以扩大抗原翻译，从而提高免疫反应，减少所需的起始材料数量。

## 优化 mRNA 疫苗
优化 mRNA 疫苗的稳定性、安全性和有效性是提高其临床表现的关键环节。研究表明，通过修饰 mRNA 的非翻译区（Untranslated Regions, UTR），可以显著增强其稳定性和翻译效率。尽管 5′ 和 3′ UTR 不直接参与编码蛋白质的过程，但它们在调控 mRNA 稳定性以及蛋白质表达方面起着重要作用。
在 mRNA 的 5′UTR 中，5′ 帽结构（5′ Cap）是调控翻译效率的重要元件，同时 3′UTR 的 poly(A) 尾（Polyadenylated Tail）对 mRNA 的稳定性和转译效率也具有调节作用。例如，研究发现，通过修饰 5′UTR 中的抗逆转录帽类似物，与未修饰的 mRNA 相比，可以显著提高其翻译效率。这一效果主要归因于修饰后的帽结构与核糖体中的真核翻译起始因子（eIF）的结合亲和力增加。此外，将 5′ 帽替换为硫代磷酸酯结构能够进一步提升 mRNA 在未成熟树突状细胞（Dendritic Cells, DCs）中的稳定性与表达水平。
在核苷酸修饰方面，添加特定的修饰核苷可以改善 mRNA 的稳定性和翻译能力。例如，研究显示，将假尿苷（Pseudouridine）引入 mRNA 链中，相比于未修饰的 mRNA，不仅能够提高蛋白质的表达产量，还能显著降低非必要的免疫原性反应。这种优化策略可以减少机体的免疫过度激活，从而提升 mRNA 疫苗的安全性与有效性。此外，将修饰的核苷掺入 mRNA 还能够减少或抑制 Toll 样受体（Toll-Like Receptor, TLR）的激活，从而降低炎症反应并提升疫苗的生物相容性。
这些优化策略为 mRNA 疫苗的开发提供了新的技术路径，不仅能够提高疫苗的稳定性与有效性，还能显著改善其安全性，为未来 mRNA 技术在疾病防控中的广泛应用奠定基础。

## 缺点

### 储存
由于mRNA是脆弱的，一些疫苗必须保存在非常低的温度下，以避免降解而令接種者获得很少的有效免疫力。辉瑞生物技术公司的BNT162b2 mRNA疫苗必须保存在-80至-60 °C（-112至-76 °F）之间。 Moderna说他们的mRNA-1273疫苗可以保存在-25至-15 °C（-13至5 °F）之间， 这与家用冰箱相当， 而且它在2至8 °C（36至46 °F）之间保持稳定，最长可达30天。  2020年11月，科學期刊雜誌《自然》报道：「虽然LNP配方或mRNA二级结构的差异可能是Moderna和BioNtech之间]热稳定性差异的原因，但许多专家怀疑两种疫苗产品最终将证明在各种温度条件下具有类似的储存要求和保质期。」目前正在研究可能允许在更高温度下储存的几个平台。

### 近期
在2020年之前，没有任何 mRNA 技术平台（药物或疫苗）被授权用于人类，因此存在未知影响的风险。2020 年 COVID-19 大流行要求 mRNA 疫苗具有更快的生产能力，使其对国家卫生组织具有吸引力，并导致了关于 mRNA 疫苗在八周的最终人体试验后应获得何种类型的初始授权（包括紧急使用授权或扩大使用授权）的辩论。

### 副作用
反应原性与传统的、非RNA疫苗相似。然而，那些易受自身免疫反应影响的人可能会对mRNA疫苗产生不良反应。疫苗中的mRNA链可能会引起意外的免疫反应--这需要身体认为自己生病了，而人也因此感觉自己生病了。为了尽量减少这种情况，mRNA疫苗中的mRNA序列被设计成模仿宿主细胞产生的序列。
在新型COVID-19 mRNA疫苗的试验中报告了强烈但短暂的反应性效应；大多数人不会出现严重的副作用，包括发烧和疲劳。严重的副作用是指那些妨碍日常活动的副作用。
2021年11月8日法国医疗保险机构社会健康保险总局（CNAM）与法国药品安全局公布一项最新病例研究报告，确认新冠信使核糖核酸（mRNA）疫苗会增加发生心肌炎和心包炎的风险

## 有效力
Moderna和Pfizer-BioNTech的COVID-19 mRNA疫苗的有效率达90%至95%(目前因BA.5可能會產生保護力低於以上數值，僅供參考）。之前对COVID-19以外的病原体进行的mRNA药物试验并不有效，不得不在试验的早期阶段就放弃了。新的mRNA疫苗疗效的原因尚不清楚。
医生科学家Margaret Liu说，新的COVID-19 mRNA疫苗的疗效可能是由于投入开发的 "大量资源"，或者疫苗可能是 "引发了对mRNA的非特异性炎症反应，可能是提高了其特异性免疫反应。鉴于改良的核苷技术减少了炎症，但并没有完全消除它"，而且 "这也可以解释一些接受mRNA SARS-CoV-2疫苗的人所报告的强烈反应，如疼痛和发烧"。这些反应虽然很严重，但都是短暂的，另一种观点认为它们是对脂质药物输送分子的反应。

## 争议
曾有謠言指出，mRNA疫苗可以改变细胞核中的DNA，而事實上细胞体中的mRNA在有时间进入细胞核之前就会非常迅速地被降解。故此mRNA疫苗必须储存在非常低的温度下以防止mRNA降解。逆转录病毒可以是单链RNA（正如SARS-CoV-2疫苗是单链RNA），它进入细胞核并使用逆转录酶从细胞核中的RNA制造DNA。逆转录病毒有被导入细胞核的机制，但其他mRNA缺乏这些机制。一旦进入细胞核，没有引物就不能从RNA中生成DNA，引物伴随着逆转录病毒，但如果放在细胞核中，其他mRNA就不存在引物了 。

## 疫苗种类
两大类mRNA疫苗使用非扩增（常规）mRNA或自扩增mRNA。 前两个获批的mRNA疫苗（辉瑞生物技术公司和Moderna COVID-19疫苗）使用非扩增mRNA。这两种mRNA类型都在继续研究，作为针对其他潜在病原体和癌细胞的疫苗方法。

### 非扩增mRNA
传统的mRNA疫苗使用非扩增性mRNA结构。 非扩增性mRNA只有一个开放阅读框，编码感兴趣的抗原蛋白。 细胞使用的mRNA总量等于疫苗传递的mRNA量。在传统的mRNA疫苗中，剂量强度受疫苗所能传递的mRNA数量的限制。

### 自扩增mRNA
自我复制的mRNA（saRNA）疫苗与传统的mRNA疫苗相似，不同的是，saRNA疫苗也能自我复制其mRNA。 自我复制的mRNA有两个开放阅读框。第一个开放阅读框，像传统的mRNA一样，对感兴趣的抗原蛋白进行编码。第二个开放阅读框为RNA依赖性RNA聚合酶（及其辅助蛋白）编码，该聚合酶在细胞内自我复制mRNA结构，并创造多个自我复制。这使得较小数量的mRNA可用于疫苗传递。自我复制mRNA的机制和评估可能是不同的，因为自我复制的mRNA在大小上是一个大得多的分子，这从根本上是不同的。
不同的saRNA疫苗正在被研究，包括疟疾疫苗的开发。 Gritstone生物公司在2021年开始了saRNA COVID-19疫苗的一期试验，作为加强型疫苗使用。该疫苗旨在针对SARS-CoV-2病毒的尖峰蛋白，以及可能不太容易发生基因变异的病毒蛋白，以提供对SARS-CoV-2变种的更大保护。

## mRNA 疫苗的未来应用
新冠病毒 (COVID-19) mRNA 疫苗的成功研发开启了 mRNA 技术在未来生物医学领域的广阔前景。基于 mRNA 的疫苗展示出快速设计、高效表达以及良好安全性的特点，使其成为未来疫苗开发的重要平台。当前的研究正在致力于生产更稳定、效率更高的下一代 mRNA 疫苗，并提升其在临床前研究中的递送效率，从而加速其临床转化。

### mRNA 疫苗开发的未来考虑

#### 利用不同类型的 mRNA
自扩增 mRNA (saRNA)
自扩增 mRNA 是一种基于 Alpha 病毒复制子设计的 mRNA 类型，能够在体内自我扩增，从而提高编码蛋白的表达效率。这一特性使得所需剂量远低于传统 mRNA 疫苗，降低了生产成本。当前已有多种基于自扩增 mRNA 的疫苗进入临床试验阶段，其中针对 SARS-CoV-2 的候选疫苗在动物实验中显示出高水平的中和抗体反应，同时所需剂量仅为传统 mRNA 疫苗的三分之一。
环状信使 RNA (circRNA)
环状信使 RNA 是通过反向剪接产生的单链闭合环状 RNA 分子，其独特的结构使其不受外切酶的降解，从而具备更高的稳定性。此外，circRNA 能够减少细胞内的非特异性免疫反应，并且相比于线性 mRNA，能够诱导更高水平的中和抗体反应。目前，生物技术公司正致力于优化 circRNA 的内部核糖体进入位点 (IRES)，以进一步提高其翻译效率。

#### 理想的 mRNA 递送系统
脂质纳米颗粒 (LNP)
LNP 是目前最主流的 mRNA 递送载体之一，其优势在于能够保护 mRNA 避免降解并高效递送至细胞内。然而，LNP 也存在一定的免疫刺激和毒性问题。因此，研发更安全的非 LNP 系统成为研究热点。例如，基于逆转录病毒样蛋白 PEG10 的递送系统表现出更低的免疫刺激性与毒性。
生物膜载体
除了 LNP 之外，生物膜载体逐渐被视为更具生物相容性的 mRNA 递送手段。细胞膜囊泡、细菌外膜囊泡以及细胞外囊泡（如外泌体）都已被用于递送治疗性 mRNA。其中，基于外泌体的 mRNA 疫苗在小鼠实验中显示出更强的 IgG 和分泌性 IgA 反应，同时免疫原性和毒性显著降低。这使其成为未来多次接种的理想选择。
器官或细胞特异性递送
为了进一步提高疗效，研究者开发了器官选择性靶向纳米颗粒 (OSTN) 平台，以精准递送 mRNA 至特定器官（如肺、脾、肝）。此外，通过纳米颗粒的结构优化，mRNA 还可以被定向至粘膜或骨骼，甚至是特定的细胞类型。这一技术的成熟有望扩大 mRNA 疗法在多种疾病治疗中的应用。

#### mRNA 的给药途径和储存注意事项
多样化的给药方式
当前研究正在探索更多的 mRNA 疫苗给药途径，以提升治疗效果。例如，超支化聚 (β-氨基酯) (hPBAEs) 纳米制剂可以通过吸入方式将 mRNA 递送至肺部，并实现高效的蛋白表达。同时，经鼻给药展示了在触发呼吸道黏膜免疫反应中的潜力。此外，口服给药的 mRNA 疫苗也正在开发中，BioNTech 与 Matinas BioPharma 合作，利用脂质纳米晶体平台尝试实现 mRNA 的口服递送。
储存稳定性
mRNA 疫苗的热稳定性对于大规模推广和分发至关重要。早期的 mRNA 疫苗（如 CVnCoV）仅能在 5°C 条件下保存三个月，而在环境温度下仅能维持 24 小时。新一代 mRNA 候选疫苗（如 CV2.CoV）通过优化 mRNA 的翻译和免疫原性，在体外和动物实验中显示出更高的稳定性和更长的有效期，这一进展将极大推动 mRNA 疫苗在全球范围的应用。

### mRNA 疫苗的新型多功能未来疗法

#### 预防传染病
基于 mRNA 技术的疫苗已经证明了对多种病原体的预防效果，包括流感、寨卡病毒、狂犬病、艾滋病毒和结核病。mRNA 疫苗通过递送编码特定抗原的 mRNA 到受体细胞，细胞内合成抗原并激活免疫系统，从而产生保护性免疫。

#### 癌症治疗
mRNA 技术的灵活性使其能够递送肿瘤抗原、免疫调节因子以及基因编辑工具来激活抗肿瘤免疫反应。目前，多种基于 mRNA 的癌症疫苗正在临床试验中，展示了对多种实体瘤的治疗潜力。

#### 遗传疾病治疗
对于血友病、囊性纤维化和肌营养不良症等遗传疾病，mRNA 疗法可以替代缺陷或突变的基因，恢复正常功能并减轻症状。

#### 再生医学
在再生医学领域，mRNA 疗法可用于细胞多能性诱导、分化与重编程，从而实现受损组织的修复和再生。

### mRNA 疫苗的优势
- 快速生产：从序列设计到生产周期极短，可快速响应新发疾病；
- 高扩展性：经济高效的无细胞合成技术支持大规模生产[73]；
- 安全性高：不包含病原体或其成分，降低感染风险；
- 多功能性强：可设计多价疫苗，同时应对多种病原体；
- 高效性强：能够激活体液和细胞免疫，预防长期感染。

### mRNA 疫苗的缺点与挑战[74]
- 稳定性问题：对温度敏感，需要低温储存；
- 递送难度：需要保护性载体来避免酶促降解；
- 群体间差异：不同人群对疫苗的免疫反应不尽相同；
- 突变敏感性：RNA 病毒高变异率可能导致免疫逃逸；
- 不良反应风险：虽少见，但仍需长期监测。

这些未来展望展示了 mRNA 疫苗在公共卫生、癌症治疗、遗传疾病干预和再生医学中的广泛潜力。随着递送系统的优化和热稳定性的提升，mRNA 技术有望成为生物医学领域的核心创新平台。